# Log pri Mlinšah
Log pri Mlinšah je naselje v Občini Zagorje ob Savi.